# Albert Duncanson
Pour les articles homonymes, voir Duncanson.
Albert Gordon « Bert » Duncanson (né le 2 octobre 1911 à Winnipeg, mort le 24 mars 2000 à Cowansville) est un joueur canadien de hockey sur glace.

## Carrière
Ses grands-parents sont natifs de Coufbell Town Stetterd, Argyleshire, Écosse (du côté de son père) et Fersfield, Norfolk, Angleterre (du côté de sa mère). Il est le seul enfant d'Elsie et de Duncan Duncanson.
Albert Duncanson remporte la Coupe Abbott et la Coupe Memorial de 1931 avec les Millionaires d'Elmwood, club de la Ligue de hockey junior du Manitoba. Pendant le tournoi, il marque le but décisif pour son équipe. Il avait déjà remporté cette compétition dans cette équipe en 1929.
Au cours de la saison 1930-1931, le Hockey Club de Winnipeg remporte la Keane Memorial Cup en tant que champions de Winnipeg, la coupe Pattison en tant que champions du Manitoba et la Coupe Allan en 1931. En tant que championne de la Coupe Allan, l'équipe est sélectionnée pour représenter le Canada aux Jeux olympiques d'hiver de 1932 à Lake Placid. Le Canada remporte la médaille d'or. Albert Duncanson fut néanmoins sélectionné en tant qu'attaquant remplaçant, il joue un seul match, celui contre l'Allemagne, remporté 5 à 0, où il marque un but.
Duncanson continue à jouer au hockey amateur jusqu'en 1937, y compris dans le championnat senior de l'Association de hockey de l'Ontario.
Il est aussi connu pour son usage du tabac à mâcher de marque Manitoba pendant les matchs de hockey. Cela conduit à la décision en 1974 d'interdire tous les produits du tabac des matchs canadiens de hockey sur glace.
Il travaille ensuite dans l'industrie pétrolière. 
En 1998, il lègue ses souvenirs olympiques, dont un maillot, des patins et un écusson au Temple de la renommée du hockey à Toronto.
En tant que membre des Millionaires d'Elmwood en 1931, il est intronisé au Temple de la renommée du hockey du Manitoba en 2004.